# Districte de Sarcelles
El Districte de Sarcelles és un dels tres districtes amb què es divideix el departament de Val-d'Oise, a la regió de l'Illa de França. Té 10 cantons i 62 municipis. El cap del districte és la sotsprefectura de Sarcelles.

## Composició

### Cantons
- Argenteuil-1 (en part)
- Deuil-la-Barre
- Domont (en part)
- Fosses
- Garges-lès-Gonesse
- Goussainville
- L'Isle-Adam (en part)
- Montmorency
- Sarcelles
- Villiers-le-Bel

### Municipis
Els municipis del districte de Sarcelles, i el seu codi INSEE, son:
1. Andilly (95014)
2. Arnouville (95019)
3. Asnières-sur-Oise (95026)
4. Attainville (95028)
5. Baillet-en-France (95042)
6. Bellefontaine (95055)
7. Belloy-en-France (95056)
8. Bonneuil-en-France (95088)
9. Bouffémont (95091)
10. Bouqueval (95094)
11. Châtenay-en-France (95144)
12. Chaumontel (95149)
13. Chennevières-lès-Louvres (95154)
14. Deuil-la-Barre (95197)
15. Domont (95199)
16. Écouen (95205)
17. Enghien-les-Bains (95210)
18. Épiais-lès-Louvres (95212)
19. Épinay-Champlâtreux (95214)
20. Ézanville (95229)
21. Fontenay-en-Parisis (95241)
22. Fosses (95250)
23. Garges-lès-Gonesse (95268)
24. Gonesse (95277)
25. Goussainville (95280)
26. Groslay (95288)
27. Jagny-sous-Bois (95316)
28. Lassy (95331)
29. Le Mesnil-Aubry (95395)
30. Le Plessis-Gassot (95492)
31. Le Plessis-Luzarches (95493)
32. Le Thillay (95612)
33. Louvres (95351)
34. Luzarches (95352)
35. Maffliers (95353)
36. Mareil-en-France (95365)
37. Margency (95369)
38. Marly-la-Ville (95371)
39. Moisselles (95409)
40. Montlignon (95426)
41. Montmagny (95427)
42. Montmorency (95428)
43. Montsoult (95430)
44. Piscop (95489)
45. Puiseux-en-France (95509)
46. Roissy-en-France (95527)
47. Saint-Brice-sous-Forêt (95539)
48. Saint-Gratien (95555)
49. Saint-Martin-du-Tertre (95566)
50. Saint-Prix (95574)
51. Saint-Witz (95580)
52. Sarcelles (95585)
53. Seugy (95594)
54. Soisy-sous-Montmorency (95598)
55. Survilliers (95604)
56. Vaudherland (95633)
57. Vémars (95641)
58. Viarmes (95652)
59. Villaines-sous-Bois (95660)
60. Villeron (95675)
61. Villiers-le-Bel (95680)
62. Villiers-le-Sec (95682)